# Fabergéova jaja
Fabergéova jaja naziv je za uskrsna jaja iz zbirke od ukupno oko 50 (52, računajući i dva nezavršena primjerka) koje je napravio ruski zlatar Petar Karl Fabergé (njemačko-danskog porijekla) za ruske careve u razdoblju od 1885. do 1917. godine (Fabergé je jaja samo osmislio, izrađivali su ih u pravilu drugi majstori, od kojih je najpoznatiji Mihail Perhin). Jaja su napravljena od skupocjenih metala i ukrašavana zlatom, srebrom, emajlom i draguljima.
Ruski car Aleksandar III. poklonio je prvo takvo jaje svojoj ženi Mariji Fjodorovnoj za Uskrs 1885. godine. Njoj se poklon toliko svidio da je car nastavio s poklanjanjem skupocjenih jaja za svaki sljedeći blagdan. Tu tradiciju nastavio je i njegov nasljednik Nikola II.
Ruska zlatarska kuća Fabergé izradila je niz velikih uskrsnih jaja za ruske careve Aleksandra III. i Nikolu II., za obitelj Kelch te za još nekoliko naručitelja. Prvo Fabergéovo jaje sačuvano je do danas. Preživjelo je oko 50 Fabergéovih jaja, koja se smatraju remek-djelom zlatarske umjetnosti. Svako Fabergéovo jaje ima svoje ime, npr: labud, paun, ružin pupoljak, carević itd. Čuvaju se u muzejima i zbirkama kolekcionara. Najviše ih se nalazi u zbirci ruskog bogataša Viktora Vekselberga te u moskovskom muzeju na Kremlju.